# ドラゴンボール改 オリジナルサウンドトラック
『ドラゴンボール改 オリジナルサウンドトラック』は、テレビアニメ『ドラゴンボール改』のサウンドトラック。2009年8月19日からコロムビアミュージックエンタテインメントから発売されている。

## Vol.1

### 概要
- テレビアニメ『ドラゴンボール改』のサウンドトラック。
- 初回限定版と通常版の2パターン発売。初回限定版には、カードホルダーが同梱された。
- CDジャケットには、孫悟空、ベジータ（初回限定版のみ）が描かれている。
- 音楽は、山本健司が担当している。

### 収録曲
1. ドラゴンボール改 〜タイトル〜 [0:05]
2. 大冒険の予感 [1:01]
3. Dragon Soul（TVサイズ） [1:25]
歌：谷本貴義（Dragon Soul）
作詞：吉元由美、作曲：岩崎貴文、編曲：京田誠一
テレビアニメ『ドラゴンボール改』オープニングテーマ
4. ドラゴンボール改 〜サブタイトル〜 [0:10]
5. 運命 [2:08]
6. 抗えぬ力 [1:09]
7. 絶体絶命 [1:13]
8. 強戦士、サイヤ人 [1:36]
9. 疾走バトル! [1:03]
10. 逆転挽回 [1:29]
11. Dragon Soul 〜Orchestra ver.〜 [3:16]
12. 平穏な時間 [1:05]
13. 大魔王現る [0:09]
14. 苦戦 [1:40]
15. 驚愕! [0:10]
16. 広がりし戦雲 [1:33]
17. ドラゴンボール改 〜アイキャッチA〜 [0:08]
18. Win Tough Fight! 〜Guitar ver.〜 [3:46]
19. Over the Star 〜Piano ver.〜 [4:35]
20. ドラゴンボール改 〜アイキャッチB〜 [0:07]
21. 予期せぬ事態 [3:07]
22. 戦いの幕開け [0:32]
23. 不安と焦燥 [1:37]
24. 大地を駆ける [1:07]
25. KAME HOUSE [1:08]
26. バブルス・ダンス [1:35]
27. おののく瞬間 [1:33]
28. 緊迫の荒野 [3:01]
29. レクイエム 〜死にゆくモノたちへ〜 [2:23]
30. 強者へ挑む勇士 [2:22]
31. 強大な敵 [2:20]
32. Yeah! Break! Care! Break!（TVサイズ） [1:00]
歌：谷本貴義（Dragon Soul）
作詞：森由里子、作曲：岩崎貴文、編曲：京田誠一
テレビアニメ『ドラゴンボール改』エンディングテーマ
33. ドラゴンボール改 〜次回予告〜 [0:33]

## Vol.2

### 概要
- テレビアニメ『ドラゴンボール改』のサウンドトラック。
- Vol.1と違い、通常版の1種発売である。
- 音楽は、山本健司が担当している。

### 収録曲
1. ドラゴンボール改 〜タイトル〜（TV ver.） [0:06]
2. 大冒険の予感 [1:01]
3. Dragon Soul（TVサイズ） [1:25]
歌：谷本貴義（Dragon Soul）
作詞：吉元由美、作曲：岩崎貴文、編曲：京田誠一
テレビアニメ『ドラゴンボール改』オープニングテーマ
4. ドラゴンボール改 〜サブタイトル〜 [0:10]
5. 開戦! [0:08]
6. 孤高の戦士 [1:35]
7. トレーニング★タイム [1:06]
8. 拮抗する戦い [1:37]
9. あれれ? [0:06]
10. 優雅な昼下がり [1:46]
11. 予感 [1:33]
12. 見知らぬ脅威 [1:30]
13. 不気味な静けさ [1:42]
14. 闘いの舞踏曲 [2:15]
15. 戦雲 [0:10]
16. 勇士の凱旋 [2:33]
17. 新たなる冒険へ [2:19]
18. ドラゴンボール改 〜アイキャッチA〜 [0:07]
19. 「CHASER!!」 〜Synth.ver〜 [4:11]
20. 「CURE 〜僕がここにいるよ〜」 〜Synth.ver〜 [5:30]
21. ドラゴンボール改 〜アイキャッチB〜 [0:07]
22. 神の誘い [1:46]
23. ナメック星の日々 [1:31]
24. 筋斗雲ーっ! [1:30]
25. 天から授かる幸せ [1:36]
26. 安堵の協奏曲 [1:23]
27. 悲惨な情景 [2:47]
28. つらい選択 [1:38]
29. 明日への道 [2:00]
30. 悲しみの涙 [1:53]
31. 戦いの果てに [2:00]
32. 神々のボレロ [2:00]
33. Yeah! Break! Care! Break!（TVサイズ） [1:00]
歌：谷本貴義（Dragon Soul）
作詞：森由里子、作曲：岩崎貴文、編曲：京田誠一
テレビアニメ『ドラゴンボール改』エンディングテーマ
34. ドラゴンボール改 〜次回予告〜 [0:33]

## Vol.3

### 概要
- テレビアニメ『ドラゴンボール改』のサウンドトラック。
- CDジャケットには、孫悟空、トランクス、人造人間18号、セルが描かれている。
- 音楽は、山本健司が担当している。
- ドラゴンボール改のサウンドトラックとしては、前作『ドラゴンボール改 オリジナルサウンドトラック Vol.2』から約10ヶ月ぶりのリリースとなった。
- 本作にはトランクスのキャラクターソングとセルのイメージソングが収録されており、トランクスのキャラクターソングは草尾毅が、セルのイメージソングは大槻ケンヂが歌っている。

### 収録曲
1. ドラゴンボール改 〜タイトル〜 [0:05]
2. 大冒険の予感 [1:01]
3. Dragon Soul（TVサイズ） [1:24]
歌：谷本貴義（Dragon Soul）
作詞：吉元由美、作曲：岩崎貴文、編曲：京田誠一
4. ドラゴンボール改 〜サブタイトル〜 [0:11]
5. 必死の援護 [2:10]
6. 「謎」 [1:43]
7. 新たな敵の出現 [1:49]
8. 奇怪な生物 [2:25]
9. たったひとりの戦士 [4:08]
歌：トランクス（草尾毅）
作詞：山田ひろし、作曲・編曲：櫻井真一
10. 熾烈な闘い [2:17]
11. 一進一退 [2:12]
12. Ominous Silence 〜不気味な静けさ〜 [1:51]
13. My 18th Magic [3:06]
歌：cAnON.
作詞・作曲・編曲：cAnON.
14. 戦いの幕開け 〜ロング・バージョン〜 [1:31]
15. 交響曲「変身」 [3:05]
16. 悲壮な運命 [1:41]
17. サタンの舞曲 [1:29]
18. セルゲームのお知らせ [3:46]
歌：大槻ケンヂ
作詞：山田ひろし、作曲・編曲：山本健司
19. 壮絶な対決 [3:24]
20. ピアノ組曲「覚醒」 [2:05]
21. 勝利への一撃 [3:34]
22. 神龍の復活 [1:38]
23. 不可思議な現象 [1:16]
24. 込み上げる勇気 [1:36]
25. 勝者のダンス [2:34]
26. 喜びは静かに [1:21]
27. つかの間の平穏 [1:46]
28. 心の羽根（TVサイズ） [1:01]
歌：チームドラゴン
作詞：秋元康、作曲：横健介、編曲：生田真心
29. 次回予告（「心の羽根」ver.） [0:32]

## Vol.4

### 概要
- テレビアニメ『ドラゴンボール改』のサウンドトラック。
- 2011年3月23日に発売される予定であったが、音楽を担当していた山本健司が盗作問題により降板したため、発売中止となった。